# Kościół Wniebowzięcia Najświętszej Maryi Panny w Zbrosławicach
Kościół Wniebowzięcia NMP w Zbrosławicach – rzymskokatolicki kościół parafialny z XV wieku w Zbrosławicach w powiecie tarnogórskim, wpisany do rejestru zabytków nieruchomych województwa śląskiego.

## Historia
Był wzmiankowany w 1447 i wtedy wzniesiony, powiększony o nawę w latach 1610–1620 z fundacji Jerzego Larischa, przebudowany w latach 1774–1777 przez mistrza budowlanego Christopha Worbsa, spalony w 1909, został wkrótce odbudowany i powiększony o dobudówki. Gotycko-barokowy, orientowany, murowany, jednonawowy, oskarpowany, jest nakryty dachami dwuspadowymi z naczółkiem i sygnaturką nad nawą. Wnętrze prezbiterium przekrywa kolebka, nawę sklepienie żaglaste, na gurtach spływających na pary pilastrów. Zachowało się wyposażenie późnobarokowe, z 2. poł. XVIII w., oraz szereg całopostaciowych płyt nagrobnych z 1. poł. XVII w. Po stronie północno-zachodniej kościoła wznosi się wolo stojąca dzwonnica z 1564, restaurowana w 1893, a podwyższona w 1909. Jest murowana, czworoboczna, z półkolistą arkadą w przyziemiu, zwieńczona ostrosłupowym hełmem. Przy murze cmentarnym, z 1. poł. XVII w., wznosi się kaplica grobowa Stockmansów z 1827. Neogotycka, murowana, dwukondygnacyjna, nakryta dachem czterospadowym. Do roku 1737 świątynia nosiła wezwanie Wszystkich Świętych, które zmieniono wówczas na Wniebowzięcia Najświętszej Marii Panny. W latach 1610–1629 kościół znajdował się, podobnie jak wiele innych śląskich kościołów w tym okresie, w rękach protestantów. W wyniku działań kontrreformacyjnych, na mocy dekretu cesarskiego z 16 marca 1629 r. przywrócono religię katolicką w parafii Zbrosławice. Pierwszym katolickim proboszczem został Adam Barankowitz.

## Figurka Matki Bożej Zbrosławickiej
Kult Matki Bożej Zbrosławickiej rozwinął się wokół 43–centymetrowej drewnianej figurki. W 1707 roku została znaleziona po ponad 130 latach przez będącą w stanie błogosławionym księżnę Marię Petronelę von Darmstadt z d. Stockmans w klasztorze dominikanek w Imbach. Odkopała ją w zakrystii, po wizji otrzymanej podczas kolejnych snów, którym zresztą nie przez cały czas dowierzała, bo początkowe poszukiwania nic nie dały. Została tam ukryta przed napaścią wojsk szwedzkich. Odnaleziona, stała się własnością księżnej. Do Zbrosławic trafiła w drodze dziedziczenia w 1799 roku. W 1823 umieszczono ją wewnątrz grobowca Stockmannsów jako prywatną własność tej rodziny. Kilkakrotnie przenoszono figurkę na następujące miejsca: wpierw na ołtarz mieszczący się w wyższej kondygnacji kaplicy grobowej, w 1828 do kościoła na boczny ołtarz Chrystusa Ukrzyżowanego, a w 1944 nad tabernakulum ołtarza głównego. 8 sierpnia 1954 odbyła się uroczystość intronizacyjna, w trakcie której umieszczono figurkę na złocistym tronie u szczytu nastawy ołtarza głównego, gdzie znajduje się do dziś. Ze względu na ten kult kościół nazywany jest sanktuarium Macierzyństwa NMP. Odpust Matki Bożej Zbrosławickiej odbywa się w drugi dzień Zielonych Świąt, kilka razy w miesiącu do kościoła przybywają pielgrzymki.

## Plany powiększenia kościoła
Na początku XX wieku istniały plany powiększenia zbrosławickiej świątyni. W trakcie remontu, gdy w czerwcu 1909 r. wskutek pożaru ucierpiał dach kościoła, ks. Florian Sobotta postanowił powiększyć budynek o dwa przęsła. Projekt z sierpnia 1909 r., autorstwa Maksymiliana Sliwki z Zabrza, zakładał przebudowę świątyni, która mogłaby pomieścić 1145 wiernych. Kościół zamierzano wydłużyć o 12 m. Dzwonnica miała mieć wysokość 30 m, co spowodowało by lepsze rozchodzenie się dźwięku dzwonów zawieszonych wyżej. Ze względu na wysokie koszty, ok. 42400 marek, nie zyskał on poparcia Baildona, ówczesnego patrona kościoła.

## Galeria

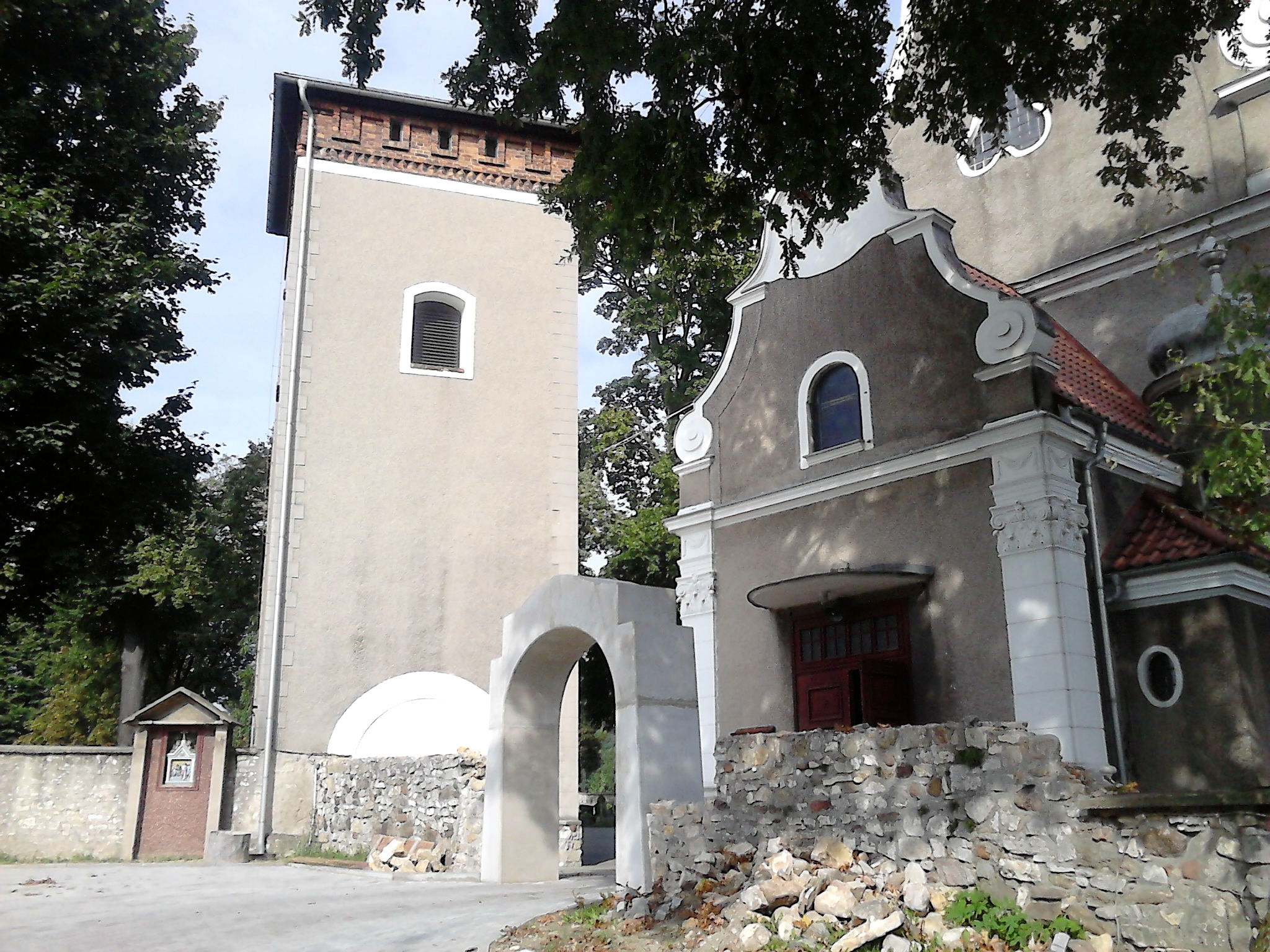
Dzwonnica i wejście do kościoła
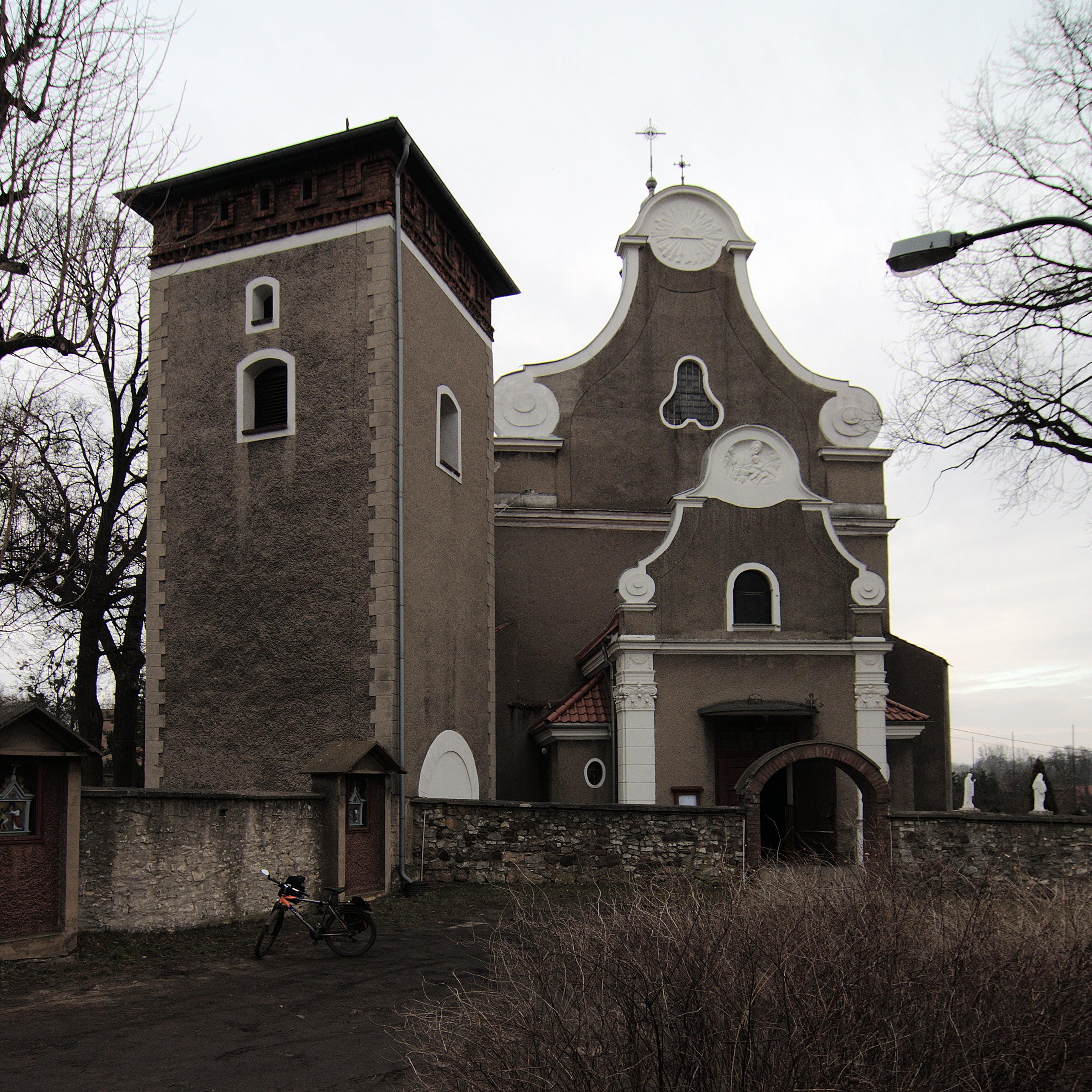
Kościół w Zbrosławicach
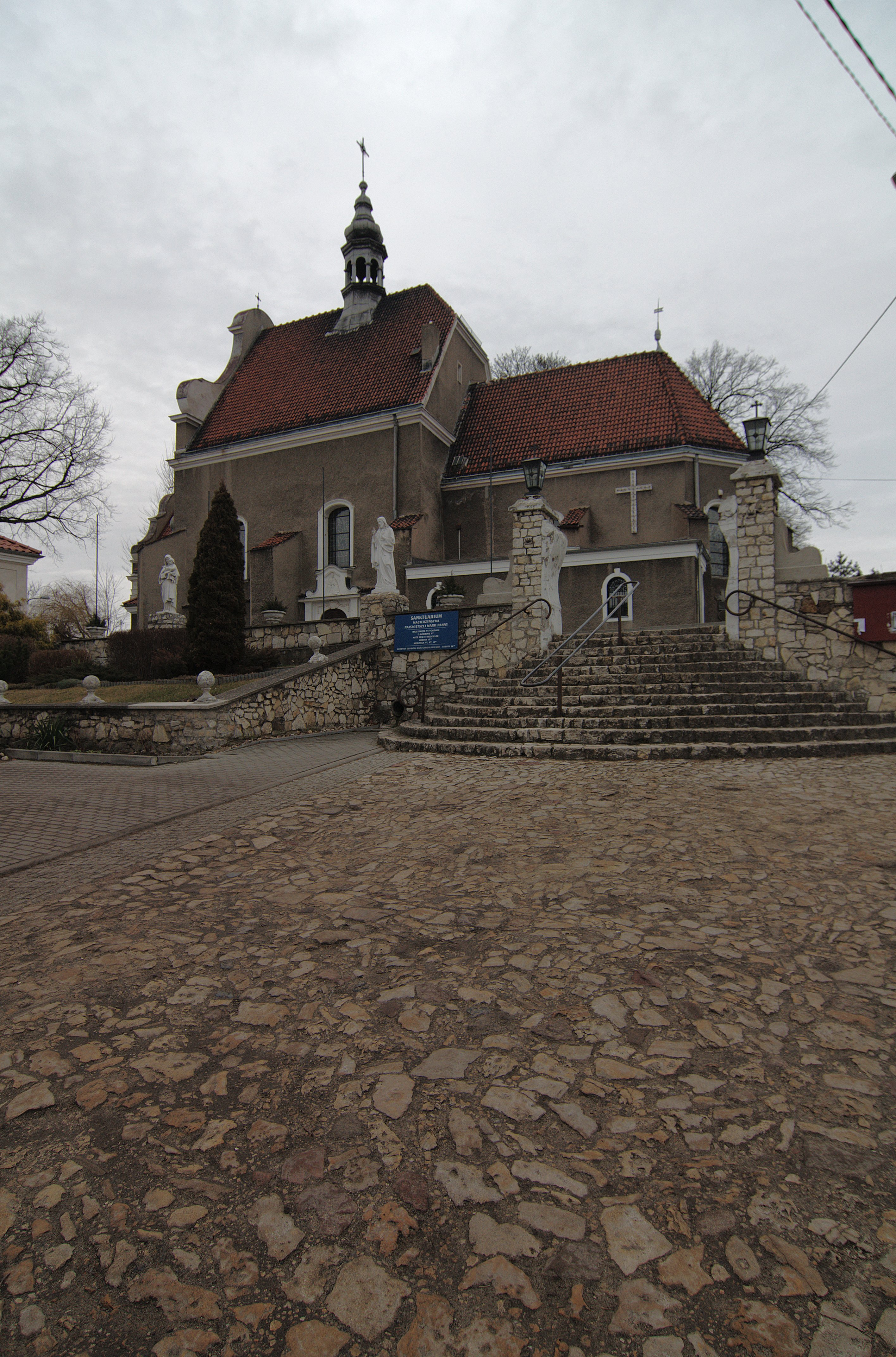
Kościół w Zbrosławicach – widok od ul. Kościelnej
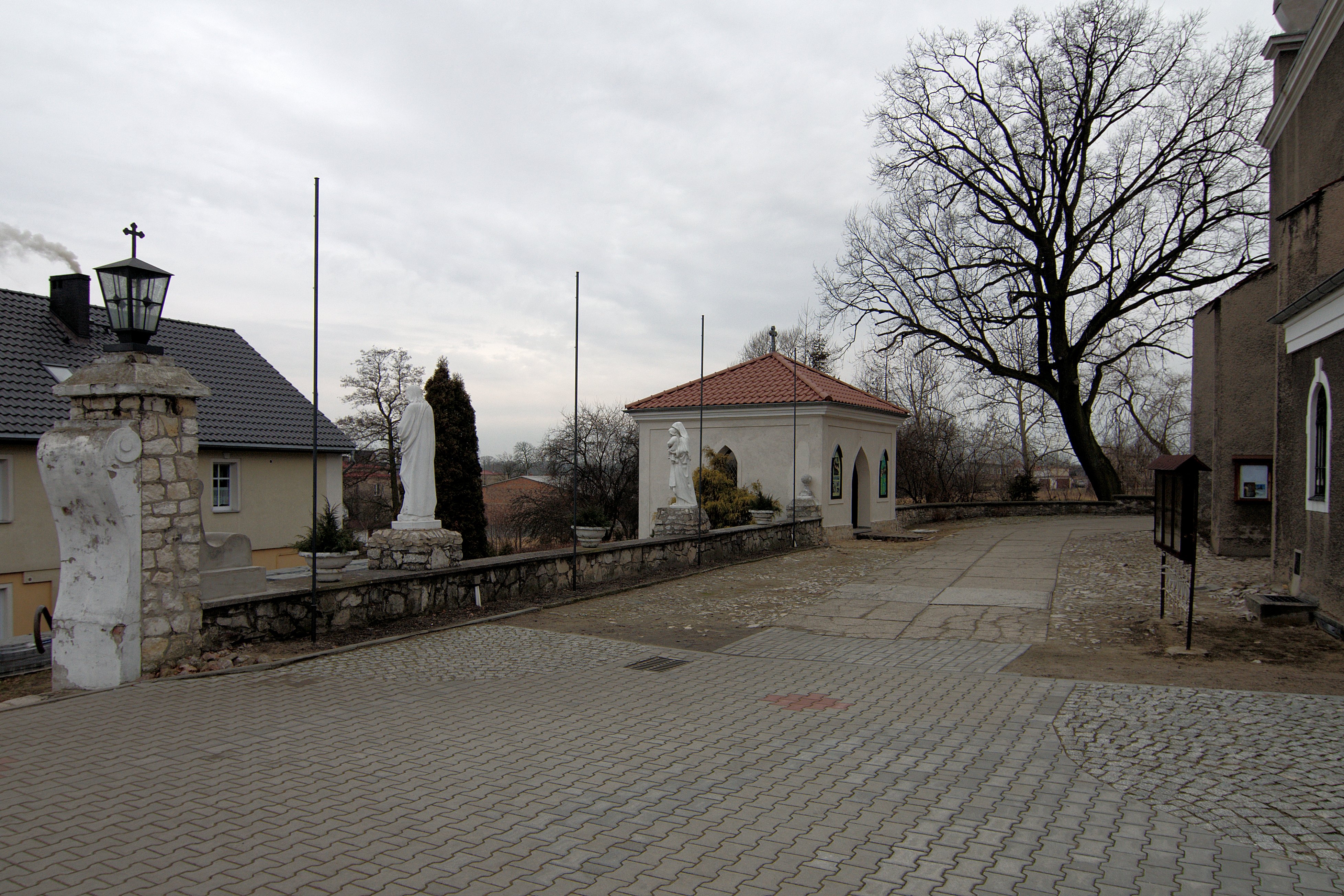
Kapliczka przykościelna
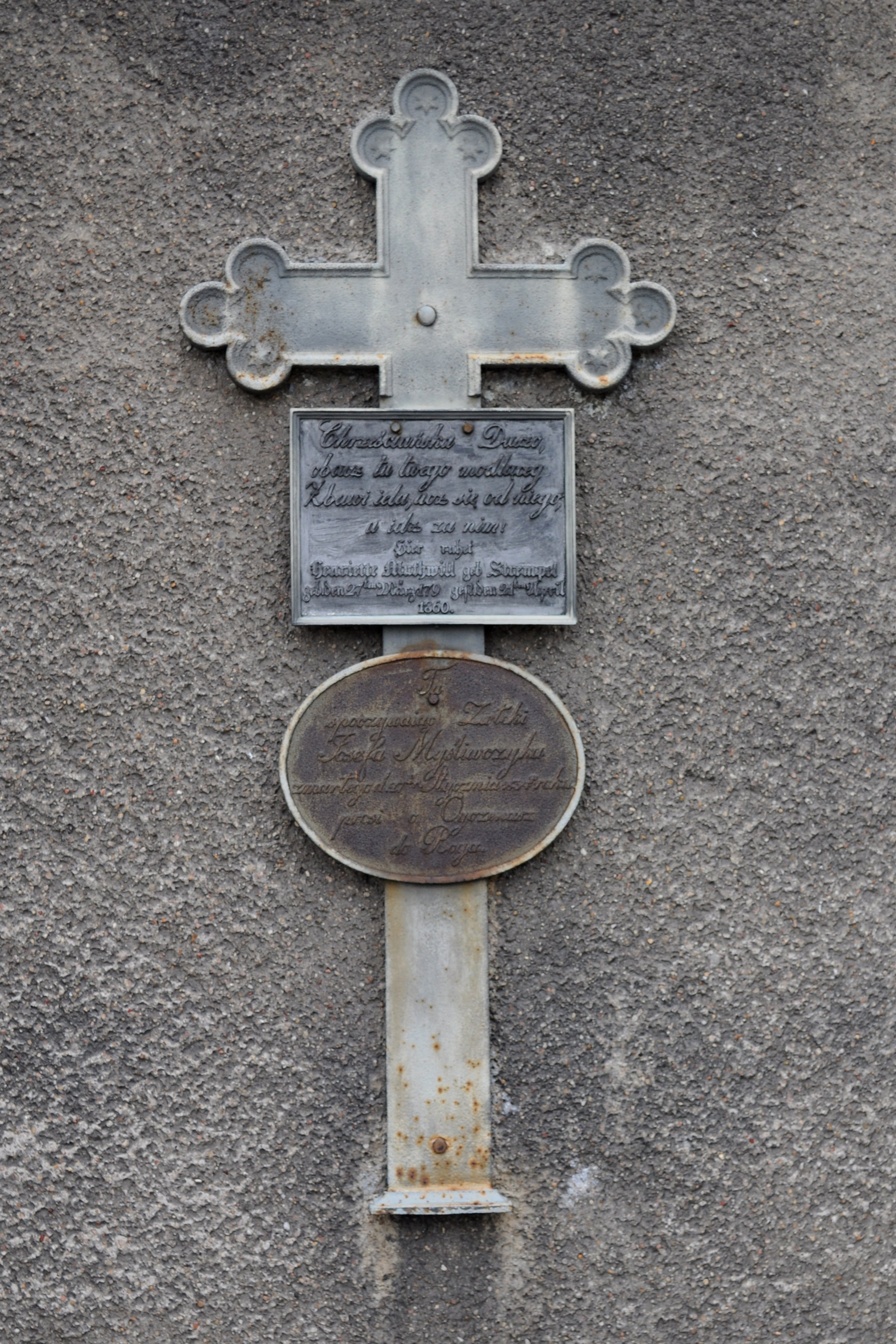
Krzyż za kościołem
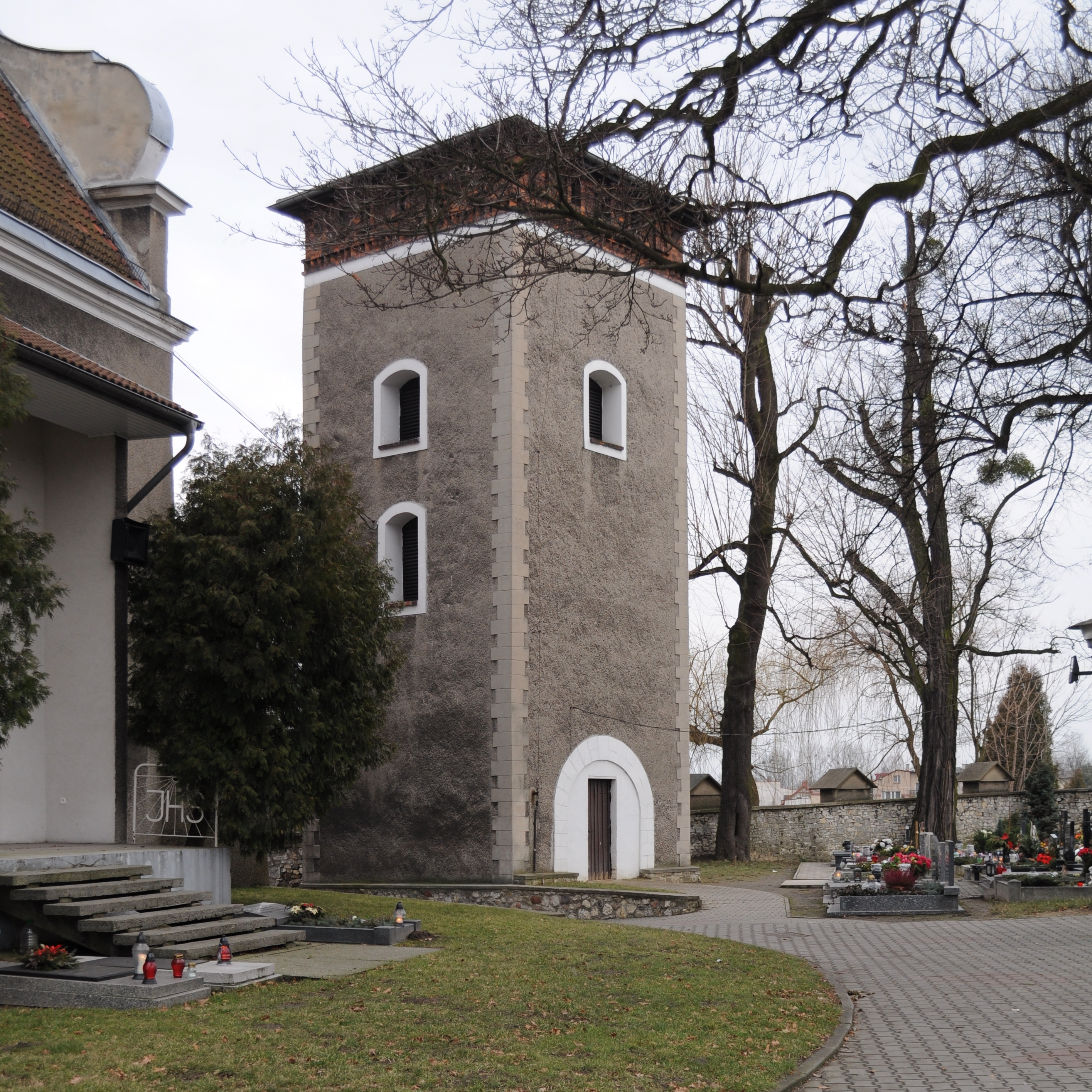
Dzwonnica